# 야율배
야율배(耶律倍, 900년 ~ 937년 1월 11일(음력 936년 윤 11월 26일))는 거란 동란국의 군주(재위 926년 ~ 930년)였다. 본명은 돌욕(突欲)이며, 자는 악지(樂地)이다. 후당에 귀의한 후에 황성 이씨와 찬화(贊華)라는 이름을 하사받았다. 요 세종에 의해 의종 문헌흠의황제(義宗 文獻欽義皇帝)로 추존되었다.

## 생애
거란의 태조(太祖) 야율아보기의 장자였고, 916년에 황태자로 책봉되었다. 926년에 거란군이 발해(渤海)의 상경성을 함락하고 발해가 멸망하자, 상경성에 동란국(東丹國)을 세워져 요나라 태자 야율배가 통치하였다. 태조 사후 황태자인 야율배가 황위에 올라야 하나, 황태후 세력에 의하여 동생인 야율덕광이 927년에 황위에 올랐다. 
태후에 대한 원망과 신변의 위협에 대한 불안이 컸던 야율배는 930년 동란왕을 버리고, 후당에 귀의하였다. 처음에 국명을 따서 동단씨로 하였으며 나중에 이씨, 이름은 모화(慕華)로 하사받았으나 후에 찬화로 바꾸었다. 또한 후당에서 회화군절도사(懷化軍節度使)와 활주(滑州), 건주(虔州) 등의 절도사(節度使)를 역임하였다. 936년에 석경당의 정변에 휘말리게 되면서, 후당 말제 이종가가 보낸 이언곤(李彦绅) 혹은 석경당 세력에 의해 암살되었다. 사후 아들 야율완에 의해 요나라로 운구되었고, 황제로 추존되었으며 그의 후손이 요의 황통을 잇게 된다.

## 시호, 묘호, 능호
사후 시호는 문무원황왕(文武元皇王)이였으며, 아들인 요 세종에 의하여 양국황제(讓國皇帝)로 추존되었으며, 이후에 시호를 변경하고 추가하면서 문헌흠의황제(文獻欽義皇帝)로 최종적으로 추존하였다.
묘호는 의종(義宗)이며, 능호는 현릉(顯陵)이다.

## 가계

### 조부모와 부모
- 조부 : 덕조(德祖) 선간제(宣簡帝) 야율살랄적(耶律撒喇的)
- 조모 : 선간황후(宣簡皇后) 소암모근(蕭巖母斤)
  - 부 : 태조(太祖) 대성제(大聖帝) 야율아보기(耶律阿保机)
  - 모 : 순흠황후(淳欽皇后) 술율평(述律平)

### 정실
| 봉호       | 시호               | 이름(성씨) | 별칭  | 재위년도 | 생몰년도   | 비고  |
| ---------- | ------------------ | ---------- | ----- | -------- | ---------- | ----- |
| 왕비(王妃) | 단순황후(端順皇后) | 소씨(蕭氏) | [ 2 ] | (추존)   | ? ~ 940년  |       |
| 부인(夫人) | 유정황후(柔貞皇后) | 소씨(蕭氏) | [ 3 ] | (추존)   | ? ~ 951년? | [ 4 ] |

### 측실
| 봉호       | 이름(성씨) | 별칭               | 생몰년도 | 비고       |
| ---------- | ---------- | ------------------ | -------- | ---------- |
| 부인(夫人) | 하씨(夏氏) | 괵국부인(虢國夫人) |          | [ 5 ]      |
| 궁인(宮人) | 대씨(大氏) |                    |          | 발해 왕족. |
| 궁인(宮人) | 고씨(高氏) |                    |          |            |

### 황자
| - | 봉호           | 시호 | 이름                              | 생몰년도      | 생모          | 별칭  | 비고                   |
| - | -------------- | ---- | --------------------------------- | ------------- | ------------- | ----- | ---------------------- |
| 1 | 영강왕(永康王) |      | 야율올욕(耶律兀欲) 야율완(耶律阮) | 919년 ~ 951년 | 유정황후 소씨 |       | 제3대 황제 세종(世宗). |
| 2 |                |      | 야율누국(耶律婁國)                | ? ~ 952년     | 유정황후 소씨 |       | [ 6 ]                  |
| 3 | 오왕(吳王)     |      | 야율초(耶律稍)                    |               | 유정황후 소씨 |       |                        |
| 4 | 평왕(平王)     |      | 야율융선(耶律隆先)                |               | 궁인 대씨     |       |                        |
| 5 | 진왕(晉王)     |      | 야율도은(耶律道隱)                | ? ~ 983년     | 궁인 고씨     | [ 7 ] |                        |

### 황녀
| - | 봉호       | 이름                   | 생몰년도  | 생모 | 부마                                  | 별칭 | 비고 |
| - | ---------- | ---------------------- | --------- | ---- | ------------------------------------- | ---- | ---- |
| 1 | 공주(公主) | 야율아불리(耶律阿不里) | ? ~ 949년 |      | 선무군절도사(宣武軍節度使) 소한(蕭翰) |      |      |

## 참고 자료
- 《요사》, 권72.
- 《자치통감》권275・277・280.

## 같이 보기
- 요 태조
- 요 태종
- 요 세종
- 거란
- 요나라